# Zeb
Zeb is een plaats (census-designated place) in de Amerikaanse staat Oklahoma, en valt bestuurlijk gezien onder Cherokee County.

## Demografie
Bij de volkstelling in 2000 werd het aantal inwoners vastgesteld op 498.

## Geografie
Volgens het United States Census Bureau beslaat de plaats een oppervlakte van
22,3 km², geheel bestaande uit land. Zeb ligt op ongeveer 241 m boven zeeniveau.

## Plaatsen in de nabije omgeving
De onderstaande figuur toont nabijgelegen plaatsen in een straal van 16 km rond Zeb.